# Ерохин, Сергей Дмитриевич
Сергей Дмитриевич Ерохин (11 февраля 1978, Махачкала) — доцент, кандидат технических наук. Ректор Московского технического университета связи и информатики с 2016 года.

## Биография
В 2000 г. окончил Академию ФСБ РФ. С 2000 по 2008 гг. работал в органах ФСБ РФ и ведущих российских компаниях-операторах связи. С 2008 г. работает в МТУСИ. Последовательно занимал должности доцента, заведующего кафедрой, декана. 3 февраля 2016 г. назначен исполняющим обязанности, а 15 мая 2017 г. утвержден ректором МТУСИ.

## Научная деятельность
Опубликовал более 100 научных трудов. В сферу научных интересов входят информационная безопасность и Критические информационные инфраструктуры, телекоммуникационные технологии и сети.

## Общественная деятельность
Руководитель Комитета по профессиональному образованию Совета по профессиональным квалификациям в области телекоммуникаций, почтовой связи и радиотехники (СПК связи). Член рабочей группы «Кадры для цифровой экономики».